# Азбука занимања
„Азбука занимања” је југословенска телевизијска серија снимана од 1975. до 1976. године у продукцији Телевизије Београд. Прва емисија приказана 6. октобра 1974.

## Улоге
| Глумац            | Улога              |
| ----------------- | ------------------ |
| Драгослав Андрић  | Лично - Преводилац |
| Милован Данојлић  | Лично - писац      |
| Миомир Денић      | Лично - Сценограф  |
| Бисера Велетанлић | Лично - Певачица   |

Комплетна ТВ екипа ▼
| Редитељ              | Мића Милошевић  |                         |
| Сценариста           | Недељко Јешић   |                         |
| Сценариста           | Мића Милошевић  | (адаптација)            |
| Директор фотографије | Милан Худина    | (1975—1976)             |
| Монтажер             | Јелица Иватовић | (1975—1976)             |
| Одсек за звук        | Урош Ковачевић  | тон мајстор (1975—1976) |